# Grup acil
Un grup acil és un grup d'àtoms enllaçats format per l'eliminació d'un o més grups hidroxi d'oxoàcids que tenen l'estructura general {\displaystyle {\ce {R_{k}E(=O)_{l}(OH)_{m}}}} amb {\displaystyle {\ce {l}}} ≠ {\displaystyle {\ce {0}}}, i anàlegs de substitució d'aquests grups acil.
A la fórmula general {\displaystyle {\ce {R}}} és un grup alquil o aril, això és, una cadena de carbonis; {\displaystyle {\ce {E}}} és un àtom de carboni {\displaystyle {\ce {C}}}, sofre {\displaystyle {\ce {S}}} o fòsfor {\displaystyle {\ce {P}}}; aquests àtoms es troben enllaçats mitjançant un enllaç doble a un oxigen, un sofre o un nitrogen (o un triple enllaç en el cas {\displaystyle {\ce {P(\equiv N)}}}); i {\displaystyle {\ce {OH}}} correspon a grups hidroxi no eliminats. Exemples: {\displaystyle {\ce {CH3C(=O) -}}}, {\displaystyle {\ce {CH3C(=NR) -}}}, {\displaystyle {\ce {CH3C(=S) -}}}, {\displaystyle {\ce {PhS(=O)2 -}}}, {\displaystyle {\ce {HP(\equiv N)-}}}.

Benzoïl C6H5-C(=O) -

En química orgànica, un grup acil no especificat és habitualment un grup acil carboxílic, això és {\displaystyle {\ce {RC(=O) -}}}.
Etimològicament, el mot «acil» prové de la condensació dels mots «àc(id)» i de la terminació «–il», emprada en química orgànica pels radicals. Va ser encunyat a Alemanya a principis del segle xix.

## Nomenclatura
En la nomenclatura sistemàtica de la IUPAC, els grups acil derivats dels àcids que porten el sufix «–oic» són designats substituint «–oic» per «–oïl». Així, per exemple, de l'àcid hexanoic {\displaystyle {\ce {CH3-[CH2]4-COOH}}} deriva hexanoïl {\displaystyle {\ce {CH3-[CH2]4-CO -}}}; de l'àcid dietilfosfinotioic s'obté el dietilfosfinotioïl {\displaystyle {\ce {(C2H5)P(S) -}}}. Quan l’àcid és anomenat amb la terminació «carboxílic», aquesta terminació és substituïda per «carbonil». Així, per exemple, de l’àcid ciclohexancarboxílic deriva ciclohexancarbonil. Els grups acil derivats d’àcids que reben noms trivials sense el sufix «–oic» porten molts d’ells el sufix «–il» en comptes d'«–oïl» (per exemple: acetil {\displaystyle {\ce {CH3C(=O) -}}}; etansulfonil {\displaystyle {\ce {CH3-CH2-SO2 -}}}). En fi, els grups acil en els quals {\displaystyle {\ce {R}}} és un grup aromàtic, solen ser anomenats grups aroïl i hom els representa genèricament pel símbol {\displaystyle {\ce {ArCO -}}}.